# Donald Farmer
Donald Farmer est un producteur, réalisateur et scénariste américain, né le 2 mai 1954 à Pittsburg, dans le Kansas (États-Unis).

## Filmographie
- 1986 : Demon Queen
- 1987 : Cannibal Hookers (cy)
- 1989 : Scream Dream
- 1990 : Vampire Cop
- 1992 : Invasion of the Scream Queens
- 1993 : Savage Vengeance
- 1994 : Fall from Grace: O.J.'s Last Run (vidéo)
- 1995 : Vicious Kiss
- 1995 : Red Lips
- 1995 : Compelling Evidence
- 1996 : Red Lips II
- 1996 : Demolition Highway
- 1999 : Space Kid
- 2000 : Blood and Honor
- 2001 : Fighting Chance
- 2002 : Body Shop
- 2002 : An Erotic Vampire in Paris (vidéo)
- 2003 : Charlie and Sadie (vidéo)
- 2004 : Bollywood and Vine (vidéo)
- 2005 : Red Lips: Eat the Living (vidéo)
- 2006 : Dorm of the Dead (vidéo)

## Distinctions
- Prix du meilleur film lors du WorldFest Houston 2005 pour Bollywood and Vine.